# Пол Захарі Маєрс
Пол Захарі Маєрс (англ. Paul Zachary Myers; PZ Myers, нар. 7 березня 1957 року, Кент, штат Вашингтон) — американський біолог та блогер.

## Біографія
Майєрс народився 7 березня 1957 в місті Кент, штат Вашингтон, і був старшим з шести дітей у родини. Його назвали Пол Захарі на честь його діда, але біолог волів, щоб його називали за ініціалами PZ. Майєрс вважає, що став фанатом науки з раннього віку, коли його захопила зоологія та морська біологія після вивчення нутрощів риб на риболовлі з батьком.
Майєрс був вихований як лютеранин, однак перед конфірмацією почав розуміти, що не вірить жодному слову цієї релігії.
Професор університету Міннесоти у Моррісі. Здобув докторський ступінь в Орегонському університеті, де також викладав. Відомий як критик креаціонізму та концепції розумного задуму, відкритий атеїст. Блог Майєрса 2006 року був відзначений журналом «Nature» як один із 5 найпопулярніших блогів науковців.
На честь Майєрса названо астероїд 153298 Paulmyers.